# Le notti di Cabiria
Le notti di Cabiria (bra: Noites de Cabíria; prt: As Noites de Cabíria) é um filme italiano de 1957 dirigido por Federico Fellini. A trilha sonora do filme foi composta por Nino Rota.
Foi adaptado para um musical da Broadway e depois para um filme americano, ambos com o título de Sweet Charity e direção de Bob Fosse.

## Sinopse
A película narra a história de Cabíria (interpretada pela atriz Giulietta Masina, que era a esposa de Fellini), uma cortesã romântica e ingênua que sonha com o verdadeiro amor, mas sofre constantes desilusões amorosas.

## Elenco
- Giulietta Masina — Maria 'Cabiria' Ceccarelli
- François Périer — Oscar D'Onofrio
- Franca Marzi — Wanda
- Dorian Gray — Jessy
- Aldo Silvani — Mágico
- Ennio Girolami — Amleto
- Mario Passante  — Tio de Amleto
- Amedeo Nazzari  — Alberto Lazzari

## Principais prêmios e indicações
O filme ganhou o Oscar de melhor filme estrangeiro em 1958.